# 4-氯丁腈
4-氯丁腈是一种有机化合物，化学式为ClCH2CH2CH2CN，它是正丁腈末端的一个氢原子被氯原子取代得到的物质。它可由1-氯-3-溴丙烷和氰化钠反应得到；也有文献报道以4-氯丁酰胺或4-羟基丁酰胺为原料制备4-氯丁腈。它和苯在三氯化铝的催化下反应，可以得到4-苯基丁腈。